# خشونت علیه مردان
خشونت علیه مردان (انگلیسی: Violence against men) به خشونت‌هایی گفته می‌شود که مشخصاً علیه مردان صورت می‌گیرند. مردان، نسبت زیادی از جمعیت عامل یا قربانی خشونت را تشکیل می‌دهند. خشونت جنسی علیه مردان در هر جامعه، نسبت به خشونت جنسی علیه زنان، متفاوت است و ممکن است در حقوق بین‌الملل ناشناخته‌تر از خشونت جنسی علیه زنان باشد.
خشونت جنسی در بسیاری موارد با خشونت خانگی توأم است. بر اساس آماری که در بریتانیا ارائه شده از هر سه قربانی خشونت خانگی دو نفر زن و یک نفر مرد هستند.
با وجود آسیب جسمی و روانی از عوارض خشونت جنسی اما در بیشتر موارد به دلیل احساس سرافکندگی و آشفتگی، مردان بسیار کمتر از زنان به این موضوع اشاره می‌کنند.
به دلیل نبود آگاهی، حتی ممکن است ماهیت آنچه بر آنها رفته را خشونت جنسی یا تجاوز ندانند. به دلیل مشکلات در آگاهی عمومی و تعریف حقوقی تجاوز، در صورت مراجعه مردان به پلیس بسیار کمتر از زنان به شکایت آنان رسیدگی می‌شود.
شایع‌ترین نوع خشونت در میان گونه‌های خشونت خانگی خشونت روانی (توهین و تحقیر) است و برخی فعالان معتقدند برای مقابله موثرتر با معضل خشونت خانگی و جنسی باید از آن جنسیت‌زدایی کرد.

## باورهای نادرست
در سال‌های اخیر برخی از باورهای رایج که «مردان یا پسران، فقط قربانی متجاوزان مرد می‌شوند» یا «مردان به اندازه زنان از خشونت جنسی آسیب نمی‌بینند» یا «زنان نمی‌توانند به مردان خشونت جنسی روا کنند» به چالش کشیده شده‌اند.

## نمونه‌های آماری

### آمریکا
در پژوهشی که در سال ۲۰۱۰ در ایالات متحده آمریکا انجام شد از هر ۲۱ مرد یک نفر در دوران زندگی خود مجبور به دخول اجباری شده که در ۷۹ درصد موارد طرف مقابل، زن بوده‌است. در بسیاری از ایالت‌های آمریکا «تجاوز» آمیزش جنسی بدون رضایت تعریف شده‌است.

### بریتانیا
آمار مردانی که در بریتانیا مجبور به دخول اجباری می‌شوند بسیار دشوار است. در پژوهشی که توسط دانشگاه لنکستر در بریتانیا بر روی ۱۵۴ مرد انجام و نتایج آن در ژوئیه سال ۲۰۱۷ منتشر شد بیش از یک پنجم این مردان گفتند که با باج‌گیری و تهدید یک زن مجبور به دخول شده‌اند. ۲۲ درصد آنها نیز با دروغ، تهدید به قطع ارتباط، تهدید به پخش شایعات کذب و توهین و تحقیر لفظی مجبور به آمیزش جنسی با زنان شده‌اند. چهارده درصد مردان هم روش‌هایی خشن‌تر مانند استفاده زنان از وزن بدن یا اسلحه را به عنوان روش اعمال زور بیان کردند. این مردان از قربانی شدن دائم و آسیب‌های روحی-روانی ناشی از آن گفته و بیشتر، از واژه «تجاوز» (با این که با تعریف حقوقی آن سازگار نیست) استفاده کردند. این مردان واژه «آمیزش جنسی» را کمتر از هر واژه دیگری به کار بردند. بیشتر مردان قربانی، زنی را که آنها را مجبور به دخول اجباری کرده (مانند دوست یا آشنا یا در نیمی موارد همسر یا دوست دختر) می‌شناختند. هشتاد درصد این مردان با اعضای خانواده خود در این باره حرفی نزده و ۷۴ درصد آنها از کسی کمک نگرفته‌اند.
مشکل این پژوهش تعداد کم جامعه آماری است؛ زیرا این موضوع بسیار کم گزارش شده‌است. چون مردان قربانی این نوع خشونت، به دلیل احساس سرافکندگی و آشفتگی بسیار، حاضر به گزارش آن نیستند.

### استرالیا
در ایالت ویکتوریا در استرالیا جرم مشخصی به نام «تجاوز با دخول اجباری» وجود دارد.

## دیدگاه حقوقی

### مشکلات
پیدایش اصطلاح «دخول اجباری» به این دلیل است که این عمل مشمول تعریف حقوقی تجاوز جنسی نمی‌شود هر چند که رابطه جنسی بدون رضایت بوده‌است؛ زیرا تجاوز جنسی فقط زمانی معنی می‌یابد که قربانی مجبور به پذیرش دخول اجباری شده باشد نه اینکه مجبور به انجام دخول شده باشد. به دلیل همین مشکلات حقوقی، با وجود مراجعه مردان به پلیس، بسیاری از این پرونده‌ها به حد ارجاع به دادگاه نرسید.

### تلاش‌ها
در سال ۲۰۱۶ دایره خدمات کیفری سلطنتی (یک نهاد دولتی که زیر نظر دادستان کل انگلستان و ولز فعالیت می‌کند و به پلیس و دستگاه قضایی، مشاوره حقوقی می‌دهد) در گزارش سالانه خود در مورد «خشونت علیه زنان و دختران» برای نخستین بار، بدون این که آمار جداگانه، آمار خشونت علیه مردان و پسران را در همان آمار خشونت علیه زنان گنجاند.

## فمینیست‌ها
برخی فمینیست‌ها معتقدند که فمینیست‌ها در دفاع از مردانی که قربانی خشونت فیزیکی و جنسی شده‌اند کوتاهی کرده‌اند. برخی نیز معتقدند که به دلیل گستردگی خشونت علیه زنان، خشونت علیه مردان اولویت پایین‌تری دارد.